# آگوست ینسن
آگوست ینسن (انگلیسی: August Jensen؛ زادهٔ ۲۹ اوت ۱۹۹۱) دوچرخه‌سوار اهل نروژ است.
از باشگاه‌هایی که در آن بازی کرده‌است می‌توان به تیم دوچرخه‌سواری آکادمی اسرائیل اشاره کرد.